# Mario Castro Navarrete

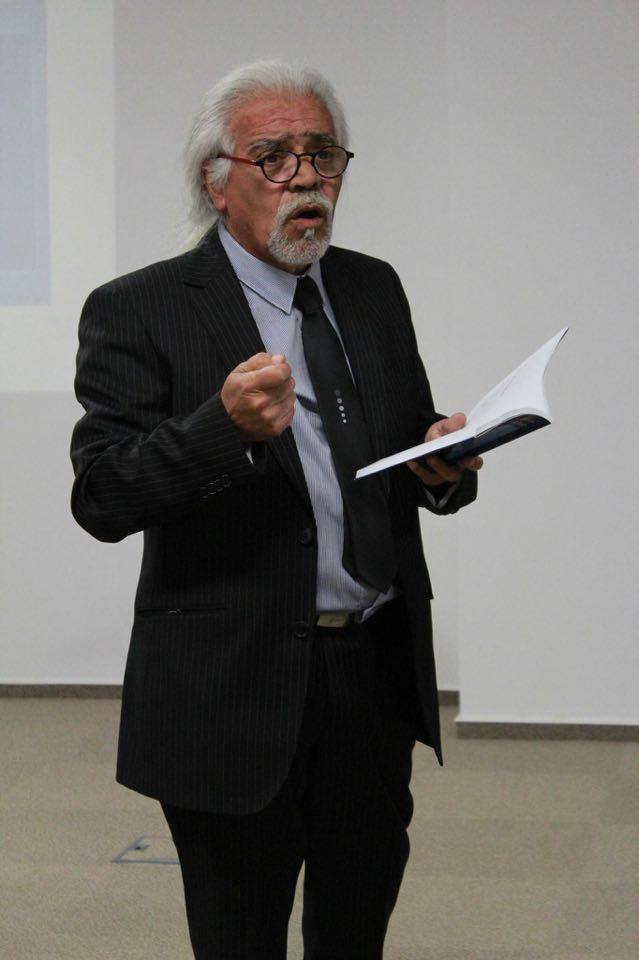

Mario Castro Navarrete s-a născut în orașul Victoria, din Chile, pe 24 iulie 1950 și a trăit în orașul Concepcíon. Cere azil politic în România, unde ajunge în iunie 1974. Își continuă studiile de filosofie la Universitatea „Al. Ioan Cuza” din Iași, oraș în care se va stabili. Până la evenimentele din Decembrie 89, activează ca bibliotecar (timp de 17 ani) la Biblioteca Centrală Universitară din Iași. Din 1990, obține postul de lector la Catedra de spaniolă a Universității „Al. Ioan Cuza”. Va crea un centru cultural chilian (1993) și va fi atașat cultural al Republicii Chile la București (între anii 1992-1997). 

## Biografie
Mario Castro Navarrete este poet și traducător, autor a numeroase studii și materiale legate de literatura hispano-americană și română. Membru titular al Filialei Iași a Uniunii Scriitorilor din România; membru al Mișcării Poetice Mondiale (WPM), al Liceo Poético de Benidorm (Spania). A publicat următoarele volume: „Adi Cristi: Esta muerte que me resucita” (traducere), Editura 24 Ore, Iași, 2009; „7 poetas de Iassy”, Editura Feed Back, Iași, 2011; „Din literatura chiliană contemporană”, Editura Opera Magna, Iași, 2011; „Mihai Eminescu: Poesias escogidas (poezii alese)”, Editura Contact Internațional, Iași, 2012 ; "NIchita Stanescu : Eu nu sunt altceva decât o pata de sânge care vorbește / Yo no soy más que una mancha de sangre que habla", Editura Contact International, Iasi, 2013 ; Iulia Ralia Raclaru " Hojas desde la sombra" (traducere), Editura Contac Internațional, Iasi, 2013 ; Bica Nelu Caciuleanu "Mi querida, Rumania" ( Traducere), Editura Timpul, Iasi, 2013 ; Amelia Stanescu " Mantos de lluvia" (traducere), Editura Brumar, Timișoara , 2013 ; Laura Garavaglia " Curenți ascendenți" ( Traducere), Edizioni CFR, Rende (CS), 2014 ; Laura Garvaglia " Simetria miezului de nucă" (Traducere), Ed. Stampa, Azzate (VA), 2014. Și acest volum de poezii bilingvă (spaniol-român) 65 Confesiones/de mărturisiri ; Poesii alese/Poesías escogidas de Mihai Eminescu, ianuarie 2016; Antologia in spaniolă "De  Escandinavia a los Andes,tres poetas latinoameticanos en Suecia", Iulie 2016

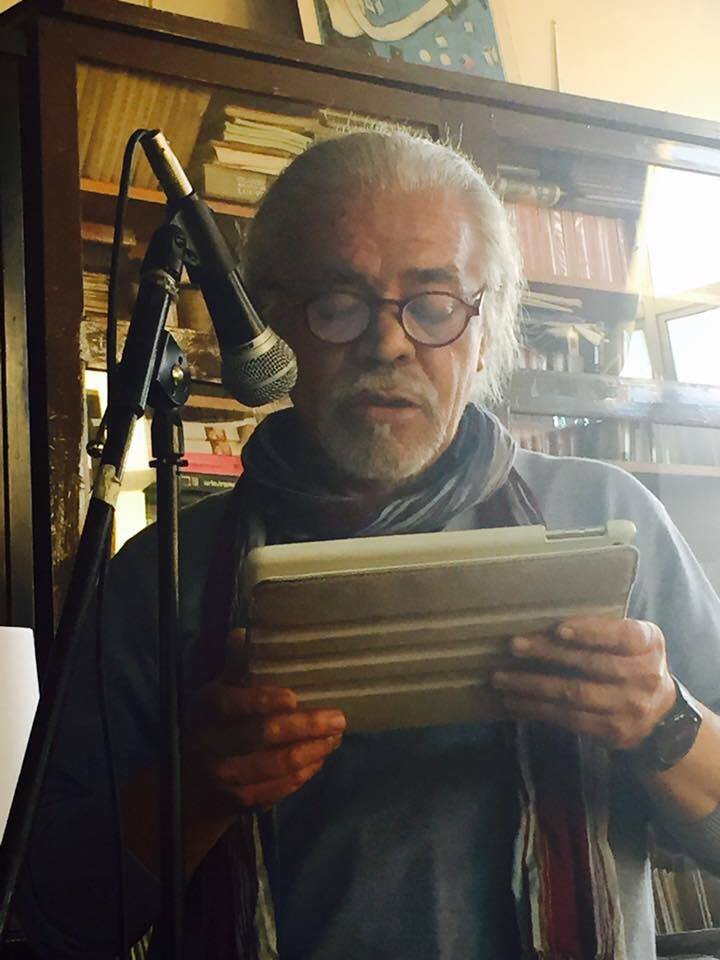

A publicat poezie, traduceri, eseuri filozofice in reviste din țara și străinătate. A obținut numeroase recunoștințe a muncii sale, printre care Premiul de excelență al Uniunii Scriitorilor din România, Filiala Iași – Pentru promovarea culturii românești în spațiul cultural hispano-american (2009) ; Premiul „Eminescu” și medalia „Teiul de Argint” - acordate de Editura Geea, pentru activitatea în domeniul traducerilor (2013), distins cu premii pentru traducerea in Orașe , Craiova, Botosani, Suceava, Vaslui, Iași si Chișinău (Republica Moldova), etc. A participat la numeroase întâlniri si festivaluri de poezia în țara și străinătate, precum Venezuela, Paraguay, Chile, España, Italia etc.